# Feticismo del pannolone
Il feticismo del pannolone è una parafilia che causa nella persona interessata un forte desiderio di indossare e/o usare il pannolone, solitamente senza alcuna reale necessità. Si differenzia dall'infantilismo parafilico (talvolta semplicemente chiamato infantilismo) per il fatto che quest'ultimo si concentri nel regredire pienamente a uno stadio infantile, quindi non concentrandosi solo sul pannolone. I modi mediante i quali si usa più frequentemente chiamare i feticisti del pannolone sono "Diaper Lover", o più semplicemente "DL", oppure in italiano (di rado) con l'appellativo "Amante del pannolone". Il feticismo del pannolone è una variante di feticismo.
Attualmente solo una piccola e breve analisi di questa parafilia è registrata nella letteratura medica.

## Pannolini nelle parafilie
I pannolini sono oggetto di utilizzo in una grande varietà di parafilie.

### Infantilismo parafilico
I feticismi del pannolino sono spesso associati con l'infantilismo parafilico. Allo stesso modo, gli amanti del pannolino sono spesso associati con gli "adult babies" (bebè adulti). Anche se hanno qualcosa in comune, non sono totalmente identici. La maggior parte degli amanti del pannolino non sono coinvolti in attività di tipo infantile, essendo interessati solo ed esclusivamente ai pannolini. D'altro canto, all'incirca quattro amanti dei pannolini su dieci si considerano anche "adult babies", di modo che ci si riferisca spesso in modo collettivo alla comunità di amanti dei pannoloni e ai loro membri come AB/DL o ABDL. Questi desideri non sono in alcun modo collegati con la pedofilia o l'infantofilia. All'interno delle comunità AB/DL si rispetta una chiara e rigida distinzione: la maggior parte di queste comunità, se non tutte, espelle attivamente i pedofili e ripudia qualsiasi tipo di attività che coinvolga minori.

### Feticismo della gomma
Alcuni feticisti della plastica e della gomma possono apprezzare l'uso dei pannolini e di mutande di gomma o plastica. Nel caso di pannolini usa e getta, tale attrazione è diretta verso il loro rivestimento esterno plasticoso e increspato. Nel caso invece di pannolini di stoffa, l'attrazione si sviluppa verso il lattice o il pvc delle mutande indossate sopra di essi.

### BDSM
I pannolini vengono talvolta usati durante lunghe sedute di bondage, non solo come metodo per umiliare e controllare il partner sottomesso, ma anche per permettere periodi più lunghi di bondage. Nella Total Power Exchange, i pannolini sono utilizzati per il legame che essi rappresentano tra colui che li indossa e il suo master per il bisogno di essere controllato regolarmente e di essere cambiato.
I pannoloni possono anche venire utilizzati durante delle sedute di ageplay.

### Omorashi
L'omorashi (オモラシ / おもらし / お漏らし?) è una variante di hentai nota prevalentemente in Giappone. Durante tale pratica i partecipanti ricevono eccitazione dall'avere la vescica piena, oppure si eccitano vedendo qualcuno che stia provando la sensazione di aver la vescica piena. Per tali feticisti, l'orgasmo solitamente coincide con il momento di sollievo e imbarazzo che sovviene quando l'individuo disperato perde il controllo della vescica. Alcune categorie di fandom dell'omorashi sono denotate dall'utilizzo dei pannolini; queste categorie vengono chiamate "omorashi omutsu", o più raramente "omorashi oshime", entrambe le quali si possono tradurre come "bagnare se stessi in un pannolino".

## Preferenze nel feticismo del pannolino
Come molti altri feticismi, le preferenze personali giocano un ruolo molto ampio nel modo in cui il feticista decida di appartenere o meno a certe comunità e di identificarsi con esse. Nel feticismo del pannolino, una delle prime distinzioni fra preferenze si osserva nella decisione di utilizzare o meno i pannolini per il loro scopo reale, e se sì, fino a che "punto" farlo.

## Feticismo del pannolino
Molti amanti del pannolino vengono eccitati dal "bagnare" o urinare nei loro pannolini. Un numero ridotto di essi raggiungono la medesima eccitazione nell'usare il pannolino per defecare. Alcuni feticisti invece non usano il pannolino per nessuno degli scopi preposti.